# Conidiosporomyces echinospermus
Conidiosporomyces echinospermus är en svampart som först beskrevs av Ainsw., och fick sitt nu gällande namn av Vánky 2001. Conidiosporomyces echinospermus ingår i släktet Conidiosporomyces och familjen Tilletiaceae.   Inga underarter finns listade i Catalogue of Life.